# 刁口河
刁口河，又称黄河故道，中华人民共和国山东省东营市的一条河流，1964年至1976年间为黄河入海河道。刁口河起源于黄河西河口附近北堤，自南向北流经东营市的利津县和河口区后注入渤海，全长52公里，流域面积1000平方公里。

## 黄河故道
1926年6月，黄河在山东省利津县八里庄以北的吕家洼民堰决口，河水经丰国镇（汀河）芦家园子改道，沿铁门关故道冲刷出刁口入海河道:698:137，由刁口河入海。1929年8月，纪家庄黄河民堰被盗掘成口，河水先后由南旺河、丝网口、宋春荣沟、青坨子入海。1934年8月，黄河在利津县合龙处决口，后改由神仙沟、甜水沟、宋春荣沟入海:118。1934年，因黄河改道，开始有商船、渔船在刁口河通行。后因黄河多次改道，刁口河河道被黄河泥沙淤平:698。
1963年12月凌汛，黄河入海河道垦利张家圈以下河道卡冰阻水，孤岛被河水围困:28。1964年1月1日，中共山东省委授权惠民地委决定，在罗家屋子爆破民坝，分泄凌洪，将原本由神仙沟入海的黄河进行人工改道，使其经草桥沟、洼拉沟入刁口河漫流入海。1964年5月，刁口河新流路的过水量已经占黄河六成，最终顺利完成改道。1968年5月17日，在孤岛镇“渤二井”完钻投产，标志着曾称“东方红油田”的孤岛油田的发现。1976年，因黄河河口泥沙淤积严重，入海河流雍高，导致河水下泄不畅。1976年5月21日，在罗家屋子进行人工截流，爆破西河口挡水坝，使黄河再次人工改道，经清水沟入海，刁口河流路停止行河:118。
从1964年至1976年，黄河此次在刁口河行水共计12年5个月，期间利津站来水总量5180.7亿立方米，来沙总量134.96亿吨，造陆面积507平方公里，年平均造陆40.8平方公里，河口海岸推进30公里，年均1.4公里。改道点以下河道的长度，由改道初期的26公里，逐步延长至64公里。期间，刁口河两岸均有堤防，左岸堤防在民坝基础上加修而成，长度20.4公里，右岸堤防即东大堤，长度为22公里，两岸堤防的设计标准为按西河口水位10米水面线堤顶超高1米。

## 停河后
1976年黄河水不再流经刁口河后，刁口河河口2米等深线蚀退69平方公里，远离河口的海岸蚀退102平方公里。到1995年，黄河三角洲废黄河口海岸后退接近20公里，约1400平方公里土地被海水淹没。截至2000年，刁口河沙嘴最突出部位（0米线）蚀退距离为10.5千米，平均蚀退距离为7.67千米，蚀退面积为115.1平方千米。
刁口河故道停河后，失去淡水和泥沙资源补给，河道主槽逐渐淤积萎缩，刁口河曾长期做输水渠、沉沙池及水库，部分滩地则被开垦种植或建设使用。随着大规模的地下资源开采和农业、林业开发，以及对刁口河流路的人为破坏和自然老化，流路范围内的地形地貌发生巨大变化。因黄河流路变化导致的管理重心移转，对刁口河流路投入的维护资金骤降，工程老化现象严重。胜利油田在刁口河流路范围内进行了大规模开采，先后发现并建立10个生产油区，建设由很多油气生产设施和后勤保障设施，包括罗镇—孤岛、河口—孤岛及桩西—埕东等交通主干网络。由于原河道内土地肥沃，盐碱化程度低，利津、河口两县区地方政府和济南军区生产基地则在刁口河流路范围内建立农场、林场，进行了大规模农田、林业、滩涂开发。1977年，胜利油田在罗家屋子截流口修建5条临时虹吸管，利用刁口河河道蓄水、输水，以保障孤岛及其以北各油区的采油供水需要。1978年，又经山东河务局批准，增建5条虹吸管。截至1993年罗家屋子闸建成，刁口河的部分河槽已淤平。1980年代后，河道滩区内开发建设多处库容100万立方米以上的水库，以及各类配套扬水站和输水渠。1990年代后期，胜利油田在刁口河入海口沿海岸线修筑按50年一遇防潮标准的30余公里海堤，和7.5公里桩石结构海岸潜堤工程。1994年，穿越刁口河河道建设了东营一级汽车专用公路。地方政府则在流路范围内修建由东营港疏港高速公路，并扩建海港码头；“东营市临港工业园区”也占用了约90平方公里的河道管理范围。在刁口河入海口左岸的刁口乡，利津县建有“利北蓝色经济园区”。截至2007年前后，刁口河流路范围内已开垦耕地面积近8万亩、林地5万亩。

## 备用流路与生态补水
1999年，水利部黄河水利委员会黄河河口管理局设立故道管理处，常驻孤岛镇，作为刁口河备用流路管理的专门机构，也是黄河部门对刁口河备用流路行政管理的唯一窗口，专职履行水政执法、河道管理、法制宣传等各项职能。后故道管理处的相关机构职能移交河口河务局，刁口河黄河故道由河口河务局进行代管。但刁口河沿线涵闸由所属开发单位自行建设、管理，并非由黄河河务部门统一调度管理。
1992年，国家计委批准《黄河入海流路规划》，要求保留的一条原入海河道。刁口河黄河故道因而被保留下来作为黄河入海备用流路。2005年，《黄河河口管理办法》开始实施，根据其对黄河刁口河故道管理范围的规定，河道管理范围总面积约1000公里。2009年7月，水利部黄河水利委员会提出“启用刁口河流路，实施生态调水”的战略，探索刁口河流路与清水沟流路交替使用以延长黄河入海流路周期，促进黄河三角洲湿地核心区恢复，并实现河口地区生态系统的良性维持。2010年至2012年，中华人民共和国国务院组织开展第一次全国水利普查，刁口河未被登记。在山东省和东营市的水利工程地图上，该河或不标注名称，或被标注为“黄河故道”。2010年，水利部黄河水利委员会组织编制上报《黄河河口综合治理规划》，对黄河河口综合治理进行总体布局，包括入海流路及防洪规划，防潮规划，水资源规划，生态环境保护规划，管理体制研究等内容。
由于刁口河的河道过流能力明显下降，导致黄河三角洲一千二自然保护区的大片淡水湿地萎缩，生态环境持续恶化。为对一千二自然保护区进行生态补水，改善河口地区生态环境，有效管理和保护黄河入海备用流路，水利部黄河水利委员会于2010年实施黄河三角洲生态调水暨刁口河流路恢复过水试验。2010年，东营市开始实施刁口河生态流路补水，以改善区域生态环境。2010年6月24日，随着黄河利津段崔家控导节制闸开启，黄河三角洲生态调水暨刁口河流路恢复过水试验正式启动。为保障刁口河生态调水工程顺利实施，东营市完成1.4万亩补水区配套项目建设，建设疏水渠3600多米，挡水坝16000多米，隔坝1000多米，穿涵5处，封堵河口海叉5处，加固坝堤480米，累计出动挖掘机470多台次，动用土方25.7万方。2010年，生态调水工程共实现补水1304万立方米，进水面积约5.8万亩。刁口河故道时隔34年后，再次实现全线通水。2011年，黄河水利委员会根据《黄河三角洲高效生态经济区发展规划》，对《黄河河口综合治理规划》进行修改补充后上报水利部。根据《黄河河口综合治理规划》，清水沟流路充分行河后，将重新启用刁口河作为入海流路，并计划在现有刁口河河道基础上开挖过流能力为3000立方米每秒的引河。2013年3月，《黄河流域综合规划》获国务院正式批复，刁口河流路被确定为优先启用的备用流路。2019年，黄河河口管理局实施刁口河清淤工程，组织近百人、35台挖掘机进行施工，在2020年6月前完成8.6千米河道疏通。
2021年10月8日，《黄河流域生态保护和高质量发展规划纲要》发布，其第五章“推进下游湿地保护和生态治理”中提到要保障河口湿地生态流量，创造条件稳步推进退塘还河、退耕还湿、退田还滩，实施清水沟、刁口河流路生态补水等工程，连通河口水系，扩大自然湿地面积。2022年，水利部批复《黄河刁口河入海流路综合治理方案》任务书，工程可研前期工作启动。2022年，刁口河流路整治作为黄河三角洲湿地与生物多样性保护恢复项目的一部分开始施工，2023年完工验收，包括河道疏浚16.8千米，扩建崔家引水口，并对下游出水池、涵洞、消力池进行扩建，改建生物通道等。2023年4月1日，《中华人民共和国黄河保护法》正式施行，明确提出“实施黄河现行流路清水沟和备用流路刁口河生态补水，维护河口生态功能”“禁止侵占刁口河等黄河备用入海流路”。2023年8月23日，刁口河入海流路综合治理提升工程方案论证试验咨询会在东营召开。
从2010年至2024年，刁口河生态补水已持续14年，仅有2016年未进行调水。水头到达一千二自然保护区（桩埕路故道桥）所用时间，2020年用时133小时，2021年用时81小时，2022年用时50小时，2023年用44小时。2024年7月4日，黄河河口管理局同时开启崔家、西河口泵站，联合向刁口河流路及一千二自然保护区生态补水，水头进入一千二自然保护区历时41小时，比2023年缩短3小时。通过连续多年的生态补水工作，刁口河流路生态环境得以改善，再现水草丰茂、群鸟翔集的景象。

## 长度面积
刁口河起源于黄河西河口附近北堤的崔家控导节制闸，自南向北注入渤海，全长52公里，流域面积1000平方公里。也有资料称，刁口河主河槽长度约为55公里。刁口河入海口被称为“老黄河口”，也有资料直接称其为“刁口河渤海入海口”。

## 故道
1926年至1929年形成的刁口河故道，原本从十六户经汀河至刁口入海。1964年，黄河改道夺刁口河入海河道后，其上游仍称刁口河。根据《利津县志》，刁口河源自王庄灌区六干北侧、盐窝镇十六户村东，向北穿越七干渠、永新河后，汇入草桥沟东干流入海，长25公里，流域面积122平方公里，经盐窝、北岭、虎滩、汀罗4个乡镇:228。然而，据《利津县水利局对县人大十八届三次会议第51号<关于刁口河疏浚的建议>的建议暨答复》，原刁口河在1990年代部分河段就被占用、填埋，因上下游均已封堵失去原有河道排涝功能，成为一个下游与永新河相连的大“积水坑”。2017年，东营市长赵豪志曾带队到利津县盐窝镇北岭蔬菜市场东侧的刁口河督导中央环保督察组转办信访问题办理。2018年12月17日，山东省普通省道S310东滨线刁口河桥改建工程竣工通车，该桥位于利津县盐窝镇北岭蔬菜批发市场东侧，全长4米、宽24米，设计时速80公里/小时，桥涵荷载等级采用公路-I级。盐窝镇顺河村东仍有刁口河河道。永新河与草桥沟东干流之间的原刁口河道，在1997年被利津县汀罗镇加宽、加深、筑堤、建闸蓄水后改造为汀罗水库:194。

## 备注
1. ↑  今属利津县盐窝镇[1]
2. ↑  1953年，黄河在西河口附近小口子进行第一次人工改道，裁弯取直，将由神仙沟、甜水沟、宋春荣沟三流入海改为由神仙沟独流入海。
3. ↑  即罗家屋子旧址[7]，又称西北拐、西北嘴
4. ↑  黄河入海口河道变迁及三角洲变化可参见《大河喷薄育新星——在黄河三角洲讲述黄河故事（二十七）》一文的插图[10]
5. ↑  今属S315孤岛－阳信[22]